# Bugulaverpa rebeccae
Bugulaverpa rebeccae är en tvåvingeart som beskrevs av Stephen D. Gaimari och Irwin 2000. Bugulaverpa rebeccae ingår i släktet Bugulaverpa och familjen stilettflugor.
Artens utbredningsområde är Filippinerna. Inga underarter finns listade.